# Rudolf Rydström
Richard Rudolf Rydström (ur. 11 kwietnia 1886, zm. 23 maja 1929) – szwedzki zapaśnik walczący w stylu klasycznym. Olimpijczyk z Sztokholmu 1912, gdzie zajął 28. miejsce w wadze lekkiej.

## Letnie Igrzyska Olimpijskie 1912
| Konkurencja            | Rundy eliminacyjne  | Rundy eliminacyjne      | Klas. końcowa |
| Konkurencja            | Przeciwnik I        | Przeciwnik II           | Miejsce       |
| ---------------------- | ------------------- | ----------------------- | ------------- |
| 67,5 kg styl klasyczny | Dezső Orosz (HUN) P | Volmar Wikström (FIN) P | 28.           |